# El Vendrell
El Vendrell település Spanyolországban, Tarragona tartományban. El Vendrell Albinyana, Santa Oliva, Bellvei, Calafell és Roda de Berà községekkel határos. Lakosainak száma 40 440 fő (2024).

## Népesség
A település népessége az elmúlt években az alábbi módon változott:
| Lakosok száma | 570  | 5315 | 5055 | 6124 | 13 328 | 28 147 | 35 821 | 36 719 | 37 606 | 40 440 |
|               | 1717 | 1887 | 1936 | 1960 | 1986   | 2004   | 2009   | 2014   | 2019   | 2024   |